# Сентрал (Гонконг)

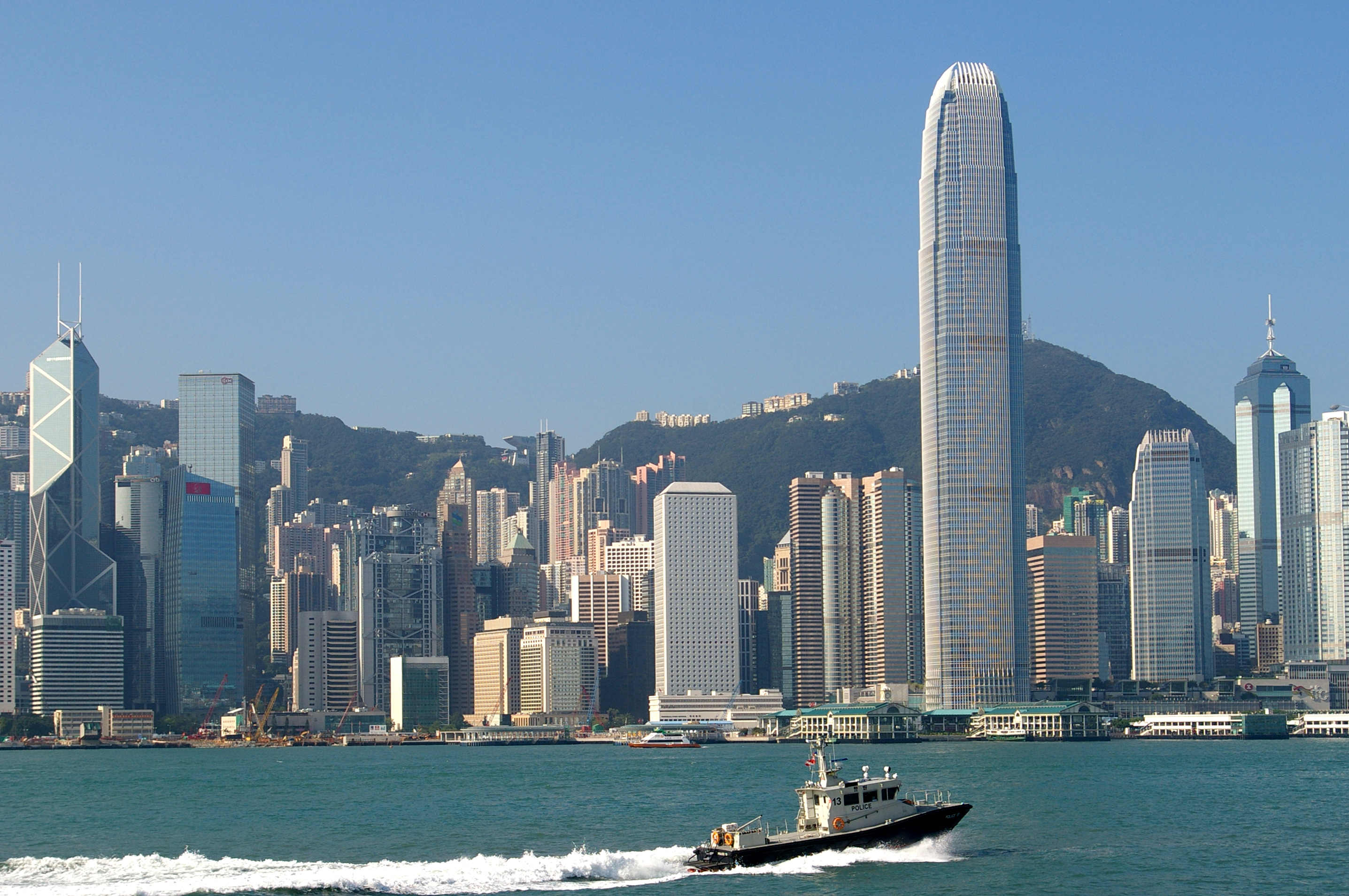
Береговая линия района Центральный

Сентрал (англ. Central, иер. 中環, кант.-рус. Чунвань, кит.-рус. Чжунхуань, буквально: «Центральный округ») — гонконгский район, входящий в состав округа Сентрал-энд-Уэстерн. Расположен на северном побережье острова Гонконг, напротив южной оконечности полуострова Коулун. Является ядром центрального делового района Гонконга, ранее был центром колониального Виктория-Сити. Район издавна был известен как Центр или Центральный, но особенно это название закрепилось за ним после открытия одноименной станции метро.
Район является деловым центром Гонконга и по состоянию на конец 2017 года имел самую дорогую в мире аренду офисов.

## История
В 1841—1843 годах вдоль побережья была проложена главная улица района — Куинс-роуд, в начале 1844 года недалеко от неё проложили Голливуд-роуд. С первых лет британского господства Центральный район был важным торгово-финансовым, административным и военным центром колонии. В 1842 году на Куинс-роуд был построен Кантонский базар, в 1846 году — Дом с флагштоком, служивший резиденцией командующего британскими силами в Гонконге (ныне — Музей чайных принадлежностей). В 1847 году началось возведение англиканского кафедрального собора Сент-Джонс (первая служба в церкви прошла 11 марта 1849 года). К середине XIX века британцы из-за серии пожаров выселили китайцев из центра в соседний район Сёнвань (кроме того, были введены ограничения по площади и гигиене для новых зданий, что также препятствовало поселению здесь китайцев). Несмотря на это население Центрального района выросло с 5 тыс. человек в 1841 году до 24 тыс. в 1848 году. В 1851 году на Правительственном холме началось строительство резиденции губернатора, закончившееся через четыре года. В 1860 году рядом с резиденцией начались работы по разбивке большого парка, который в 1871 году был преобразован в ботанический сад.
В дальнейшем в районе были построены новые военные и полицейские бараки, дома высших офицеров, здания суда и тюрьмы, мэрия (открылась в 1869 году, ныне на её месте расположена высотная штаб-квартира банка HSBC) и Королевский театр, а также офисы крупнейших банков и торговых домов. В конце 60-х — начале 70-х годов XIX века произошло масштабное наращивание территории за счёт засыпания морского побережья (ныне здесь пролегает улица Де-Во-роуд-сентрал). К 1904 году завершилась вторая очередь расширения территории за счёт моря, объём её работ значительно превышал первый этап (ныне на этом месте расположены Чатер-гарден и сквер Статуи). В 1923 году на набережной возле Сити-Холла был возведён кенотаф в память о погибших в Первой мировой войне. В 1942 году японские оккупанты значительно расширили и перестроили губернаторскую резиденцию, превратив её в армейский штаб.
Во второй половине 1950-х — начале 1960-х годов был создан ансамбль площади Эдинбург-плейс, который включал в себя также Королевский пирс, мемориальные сады и обновлённый Сити-холл. В 1980 году открылась станция метро Центральная, в 1998 году — станция Гонконгская. В 1980-х годах продолжился снос бывших британских военных объектов и строительство в районе всё новых и новых высотных офисных зданий и гостиниц. В 1991 году открылся Гонконгский парк, построенный на месте бывших военных бараков Виктория (они были построены в 1867—1910 годах, а в 1979 году переданы в распоряжение гражданским властям) и средней школы, перенесённой в другое место в 1988 году. В 2003 году был закрыт Центральный продуктовый рынок (в его помещениях сохранились торговая аркада и ряд магазинов).
Осенью 2014 года район стал эпицентром протестов против политики Пекина, направленной на ограничение демократических свобод в избирательном процессе.

## География

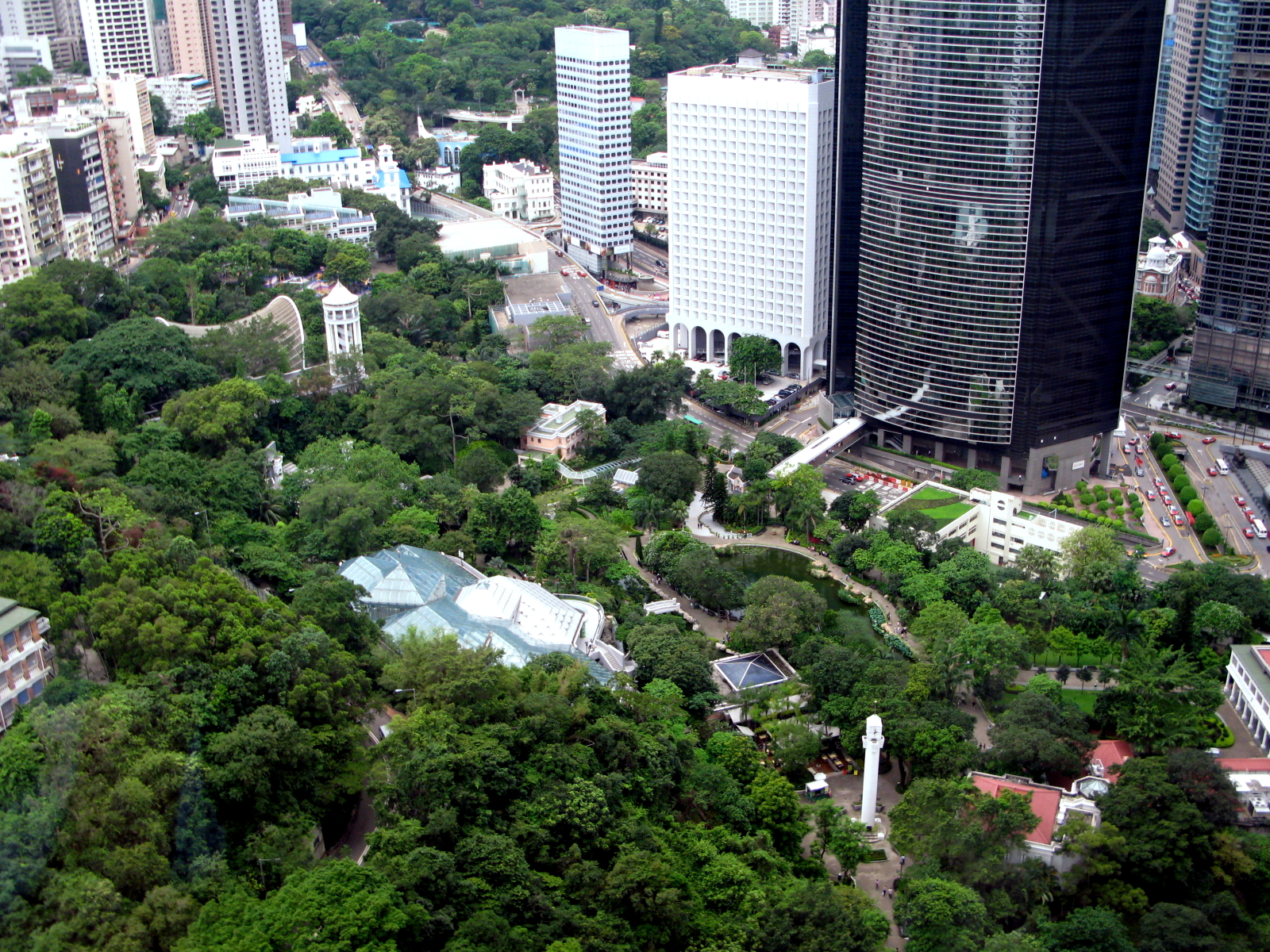
Гонконгский парк

С севера район ограничен бухтой Виктория, с востока — районом Адмиралтейство, с юга — районом Мид-левелс, с запада — районом Сёнвань. Обширные территории вдоль побережья являются отвоёванными у моря землями (очередной проект насыпки земель ведётся в несколько этапов с начала 1990-х годов).
В Центральном районе расположены большая часть Гонконгского парка (открылся в 1991 году, в нём расположены птичьи вольеры, оранжереи и сады), Гонконгский зоологический и ботанический сады (строительство началось в 1860 году, первая очередь открылась общественности в 1864 году, объявлен ботаническим садом в 1871 году), Чатер-Гарден, сквер Статуи, мемориальный сад Сити-холла, парк Пакчилэй, частный парк Чхёнкон.

## Религия
В Центральном районе расположены англиканский кафедральный собор Сент-Джонс, англиканская церковь Святого Павла, католическая церковь Святого Иосифа, православная церковь Святого Луки, резиденция англиканского архиепископа Гонконга, а также несколько буддийских и даосских святилищ.

## Экономика
В районе расположены крупнейшие офисные центры Гонконга, множество гостиниц и торговых центров, здесь базируются штаб-квартиры крупнейших китайских банков и корпораций (The Hongkong and Shanghai Banking Corporation, Bank of China (Hong Kong), Bank of East Asia, Hang Seng Bank, Hong Kong Exchanges & Clearing, Hutchison Whampoa, Jardine Matheson, AIA Group, Hongkong Post), а также региональные офисы и представительства международных корпораций — Standard Chartered Bank (Hong Kong), China Construction Bank (Asia), Bank of America, JPMorgan Chase, Citigroup.

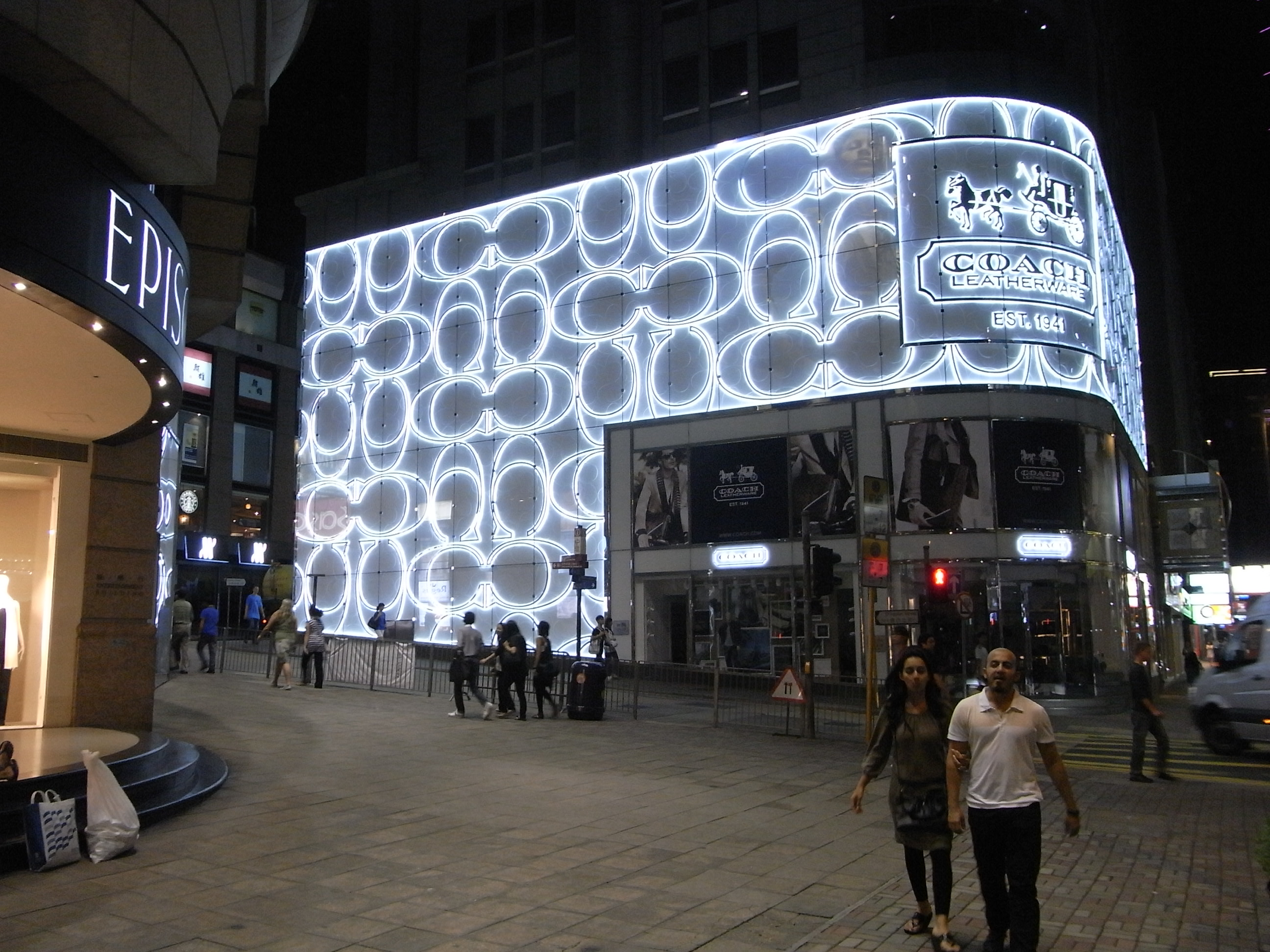
Ланькуайфон

Среди крупнейших небоскрёбов Центрального района — Международный финансовый центр 2, Башня Банка Китая, Сентер, Чхёнкхон-сентер, Международный финансовый центр 1, Ситибэнк-плаза, Фор-сизонс-плейс, Сентриум, Эксчейндж-скуэр, 9 Квинс-роуд-сентрал, Энтертейнмент-билдинг, Стандард Чартеред Бэнк билдинг, AIA Central, HSBC билдинг, Джардин-хаус, Эйша-Пасифик-файненс-тауэр, Глочестер-тауэр.
Южнее улицы Голливуд-роуд расположен квартал Сохо (South of Hollywood Road), знаменитый своими барами, ресторанами, клубами, модными магазинами, антикварными лавками и художественными галереями (часть Сохо находится в соседних районах Сёнвань и Мид-левелс). Другим популярным развлекательным кварталом Центрального района является Ланькуайфон, в котором также концентрируются бары, рестораны, ночные клубы и модные магазины (здесь проводятся ежегодные карнавалы и другие массовые праздники). Кроме заведений общепита европейского образца кое-где ещё сохраняются ранее очень популярные тайпхайтон — уличные харчевни.
Главными торговыми центрами района являются IFC Mall, The Landmark, World-Wide Plaza, Man Yee Arcade, Chater House, Alexandra House, Entertainment Building, LHT Tower, Prince’s Building, Pedder Building, 9 Queen’s Road Galleria, Hutchison House, Aon China Building, Melbourne Plaza, Central Building, The Center, а также Центральный рынок, уличный рынок на Грэм-стрит (старейший непрерывно действующий уличный рынок Гонконга, открывшийся в 1841 году), уличный рынок на Гейдж-стрит, уличный рынок одежды на Лиюэнь-стрит-вест.
В районе расположены отели Four Seasons, Mandarin Oriental, Landmark Mandarin Oriental, Ovolo Hotel.

## Транспорт

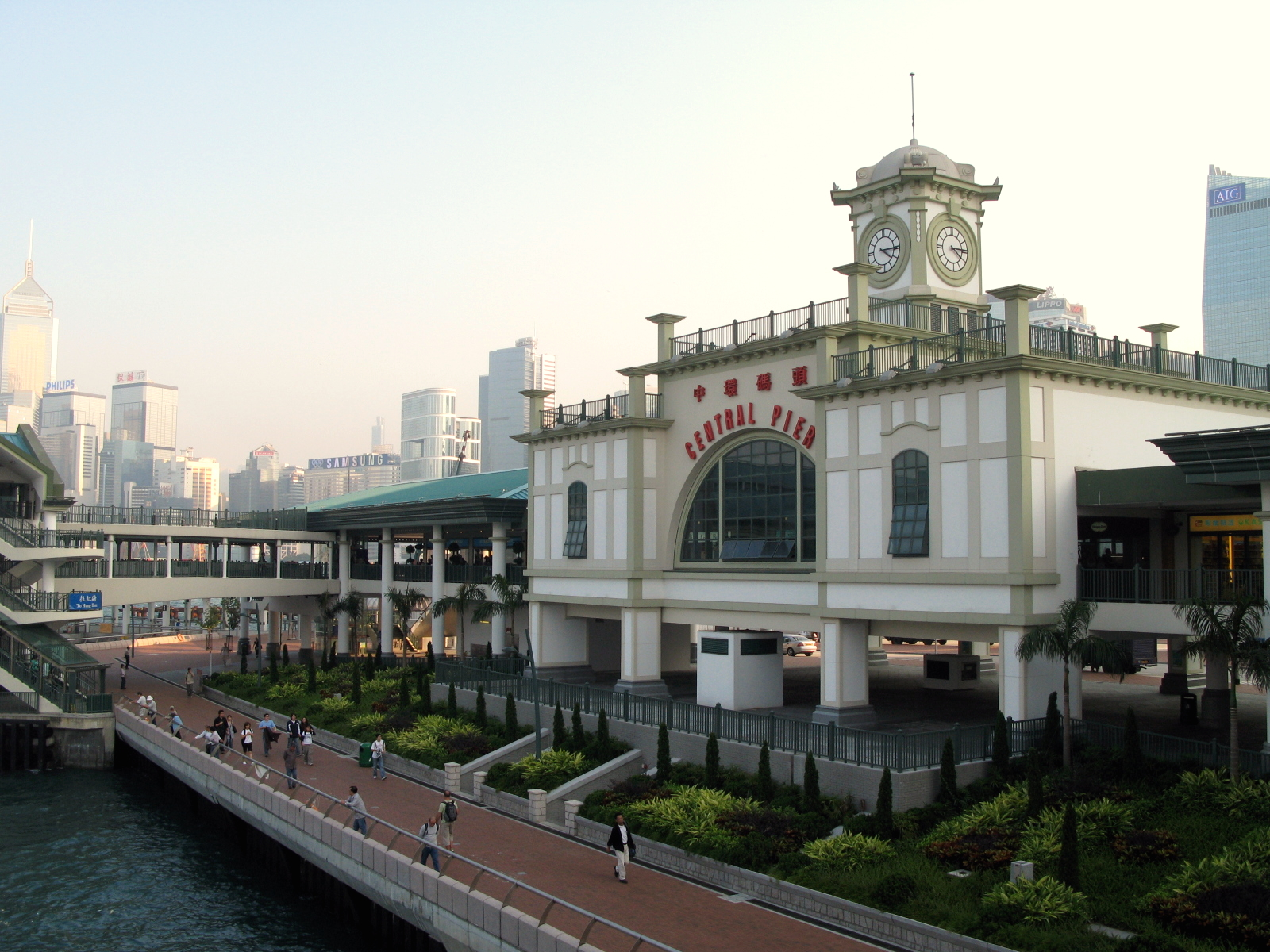
Центральный пирс

Главными транспортными артериями Центрального района являются улицы Коннот-роуд-сентрал, Куинс-роуд-сентрал, Чатер-роуд, Де-Во-роуд-сентрал, Гарден-роуд. Через район пролегают трамвайные линии, а также широкая сеть автобусных маршрутов (в том числе и микроавтобусов). Крупнейший автобусный терминал расположен на первом этаже офисного комплекса Эксчейндж-скуэр (Exchange Square Bus Terminus). Имеется несколько стоянок такси. На побережье расположены 10 причалов Центрального пирса (или Центрального паромного пирса), откуда паромы и суда ходят к островам Новых Территорий и в Коулун (маршрут в Коулун обслуживает знаменитый паром «Star Ferry»).
В районе расположены две станции Гонконгского метрополитена — Центральная (конечная станция линии Чхюньвань и пересадочная станция на линии Айленд) и Гонконгская (конечная станция линий Аэропорт-Экспресс и Тунчхун). Эти станции считаются наиболее загруженными в Гонконге.
На Гарден-роуд расположена нижняя станция фуникулёра, ведущего на пик Виктории (открылась в 1889 году). Также в районе функционируют эскалатор Центральный — Мид-левелс (является самой длинной в мире наружной крытой системой эскалаторов и движущихся тротуаров) и Центральный надземный проход (обширная сеть пешеходных мостов и переходов, расположенных над автомобильными дорогами и наземными тротуарами).

## Административные функции
Ранее Правительственный холм (Government Hill), расположенный в районе Центральный, был средоточием большинства административных функций британского Гонконга. Здесь расположен построенный в 1855 году Правительственный дом (Government House), который до 1997 года служил резиденцией британских губернаторов Гонконга (кроме того, длительный период здесь же заседал и Законодательный совет Гонконга), а сейчас является официальной резиденцией главного министра администрации Гонконга. Неподалёку находятся бывший комплекс правительственных офисов, ныне переведённых в комплекс Тамар, и Высший апелляционный суд, расположенный в здании бывшей французской миссии.
На северо-западе от Правительственного дома расположен комплекс старинных зданий, где раньше располагались суд Центрального района, Центральный полицейский участок и тюрьма Виктория (весь этот комплекс планируется преобразовать в музейный, выставочный и культурный центр). На Эдинбург-плейс расположен Сити-холл (фактически в Гонконге нет мэра или муниципального совета, поэтому в Сити-холле не располагаются офисы городского правительства, а лишь культурные учреждения, офисы муниципальных служб и управлений, предоставляющих различные услуги). Рядом с Сити-холл находится монументальное здание, где ранее располагались Верховный суд и Законодательный совет Гонконга (в 1985—2011 годах). В районе находится множество генеральных консульств иностранных государств (в том числе США, Японии, Канады, Нидерландов, Италии), а также офисов и представительств различных международных организаций.
На набережной, рядом с районом Адмиралтейство, расположен штаб НОАК в Гонконге, известный как «Центральные бараки» (занимает 28-этажное бывшее здание принца Уэльского, построенное в 1979 году).

## Культура и образование
В Центральном районе расположены Музей чайных принадлежностей (открылся в 1984 году), Гонконгский центр изобразительных искусств (открылся в 1992 году), Гонконгский морской музей, публичная библиотека Сити-холла, выставочная галерея Сити-холла, концертный зал и театр Сити-холла, Выставочная галерея планирования и инфраструктуры Гонконга, Гонконгский краеведческий клуб, помогающий молодым художникам, женский клуб (институт), базирующийся в историческом доме Хелены Мэй. Также в районе базируется католический колледж Сент-Джозеф.

## Здравоохранение
В Центральном районе базируются военный медицинский центр Центральных бараков, Королевский медицинский центр трансплантации волос.

## Спорт
В Гонконгском парке находятся спортивный центр и центр сквоша.